# Philips Xenium w536
Philips Xenium W536 - смартфон компании Philips на базе операционной системы Android семейства Philips Xenium.

## Описание
Philips W536 имеет TFT экран с разрешением 480x800 точек. Устройство основано на базе двухъядерного процессора MTK6577 частотой 1 ГГц.
Имеет 512 мегабайт оперативной памяти, 4 гигабайта встроенной памяти, 2 из которых доступны пользователю, графический чип PowerVR, слот для карты памяти MicroSD (до 32 гигабайт),GPS-чип MTK MT6620, две камеры: тыльная (с функцией автофокуса и вспышкой, с разрешением 5 мегапикселей) и фронтальная (с разрешением 0.3 мегапикселя). Телефон поддерживает использование двух SIM-карт для одновременного доступа к сетям WCDMA и GSM. В стандартной комплектации имеется черная и красная задняя крышка.

### Версия Android
Сначала телефон выпускался с прошивкой W536 1246 07, а потом с прошивкой W536 1249 V09 с Android 4.0.4. Выпуск прошивок, возможно прекращен.

## Xenium Club
Для Xenium-устройств компания Philips открыла магазин приложений, который называется Xenium Club. Главная особенность Xenium Club - возможность оплачивать приложения с помощью SMS -сообщения.

## Тесты и обзоры
Обзор GSM/UMTS-смартфона Philips W536 Архивная копия от 8 апреля 2013 на Wayback Machine - обзор mobile-review.com
 Архивная копия от 12 сентября 2016 на Wayback Machine - видеообзор

## Другие телефоны серии Xenium
- Philips Xenium x2300
- Philips Xenium W732
- Philips Xenium W832